# Maracas

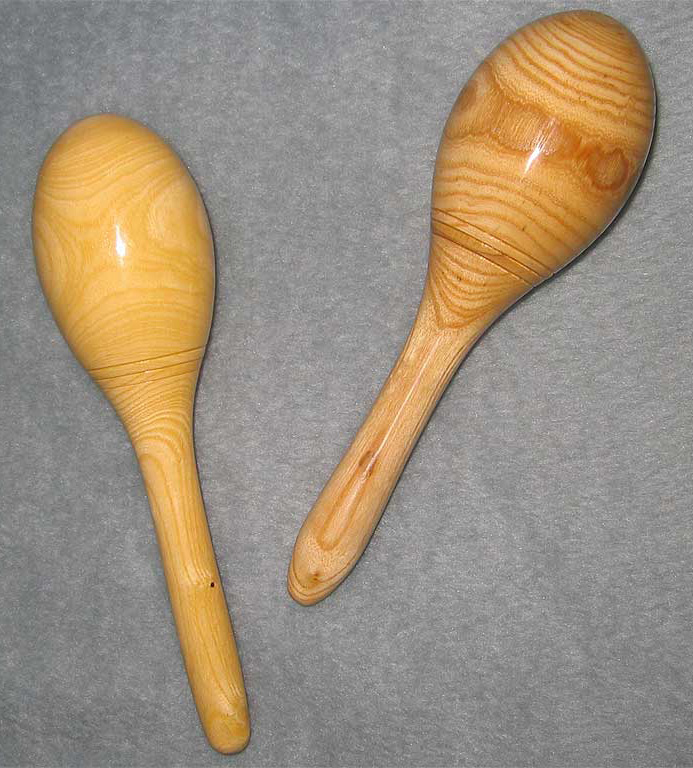
Maracas

Maracas, auch Rumbakugeln und Rumba-Rasseln, sind süd- und mittelamerikanische Gefäßrasseln, die zur Gruppe der Idiophone gehören.
Das Perkussionsinstrument besteht aus einem hohlen Korpus mit einer körnigen Füllung; am Korpus ist ein Handgriff bzw. Stiel befestigt. Wurden ursprünglich Kalebassen als Korpusmaterial verwendet, sind es heute auch Holz und Kunststoff. Als Füllung dienen getrocknete Pflanzensamen, Schrot oder kleine Kieselsteine.
Maracas werden fast immer paarweise gespielt. Sie werden vom Spieler an den Handgriffen gefasst, in verschiedenen Varianten rhythmisch geschüttelt oder mit den Fingerspitzen geschlagen. So entsteht das charakteristische prasselnde Klangbild des Instruments. Eine seltene Spielvariante ist, nur eine Rassel in der rechten Hand (bei Linkshändern in der linken) zu halten und in die Handfläche der anderen Hand zu schlagen.
Je nach Bauart und verwendeten Materialien ist der Klang von Maracas mehr oder weniger laut und durchdringend. Maracas mit feiner Füllung ermöglichen ein schnelles und exaktes Spiel, wobei die Lautstärke allerdings nicht hoch ist 
Klangbeispiel. 
Instrumente mit grober Füllung sind nicht so akzentuiert zu spielen, haben dafür aber einen raumfüllenden und wesentlich lauteren Klang und eignen sich besonders für „treibende“ Rhythmen (Klangbeispiel weiter unten).
Sofern die beiden Rasseln unterschiedlich klingen, wird die tiefer und kräftiger klingende in der rechten und die höhere in der linken Hand gespielt (bei Linkshändern andersherum).
Einsatzgebiet von Maracas sind hauptsächlich lateinamerikanische Musikstile wie Son, Salsa, Bolero, Samba oder Bossa Nova. Sie lassen sich aber auch in Pop, Rock, Hausmusik und als Spielzeuginstrumente verwenden.
Beim Samba und bei der Verwendung als Spielzeuginstrument werden die Maracas mitunter um eine Samba-Pfeife oder eine gewöhnliche Trillerpfeife ergänzt. Hierbei besteht allerdings die Gefahr, dass die Pfeife zu „aufgesetzt“ klingt und die Rasseln übertönt. Für die Kombination mit einer Trillerpfeife wird daher ein möglichst lautes Maracas-Modell benötigt, welches etwa gleich laut wie die Pfeife erklingt.
Ein verwandtes Instrument ist der Eggshaker oder Chicken Shake, der kleiner ist und daher eine Alternative z. B. für unterwegs darstellt.

## Etymologie
Maraca ist abgeleitet von dem Guaraní-Wort mbaraka.